# Mistrzostwa NCAA Division I w Zapasach w 2008
Mistrzostwa NCAA Division I w zapasach rozgrywane były w Saint Louis w dniach 20–22 marca 2008 roku. Zawody odbyły się na terenie Scottrade Center.
Punkty zdobyło 66 drużyn.
- Outstanding Wrestler – Brent Metcalf

## Wyniki

### Drużynowo
| Kolejność | Szkoła                         | Zespół        |
| --------- | ------------------------------ | ------------- |
| 1.        | University of Iowa             | Hawkeyes      |
| 2.        | Ohio State University          | Buckeyes      |
| 3.        | Pennsylvania State University  | Nittany Lions |
| 4.        | University of Nebraska–Lincoln | Cornhuskers   |
| 5.        | Iowa State University          | Cyclones      |
| 5.        | Oklahoma State University      | Cowboys       |
| 7.        | Central Michigan               | Chippewas     |
| 7.        | University of Michigan         | Wolverines    |

### All American

#### 125 lb
| Lp. | Zawodnik        | Szkoła       |
| --- | --------------- | ------------ |
| 1.  | Angel Escobedo  | Indiana      |
| 2.  | Jayson Ness     | Minnesota    |
| 3.  | Paul Donahoe    | Nebraska     |
| 4.  | Mark McKnight   | Penn State   |
| 5.  | Tanner Gardner  | Stanford     |
| 6.  | Charlie Falck   | Iowa         |
| 7.  | Brandon Precin  | Northwestern |
| 8.  | James Nicholson | Old Dominion |

#### 133 lb
| Lp. | Zawodnik       | Szkoła         |
| --- | -------------- | -------------- |
| 1.  | Coleman Scott  | Oklahoma State |
| 2.  | Joey Slaton    | Iowa           |
| 3.  | Frank Gómez    | Michigan State |
| 4.  | James Kennedy  | Illinois       |
| 5.  | Max Reiter     | Minnesota      |
| 6.  | Mike Grey      | Cornell        |
| 7.  | Nick Fanthorpe | Iowa State     |
| 8.  | Joe Baker      | Navy           |

#### 141 lb
| Lp. | Zawodnik        | Szkoła                   |
| --- | --------------- | ------------------------ |
| 1.  | J Jaggers       | Ohio State               |
| 2.  | Chad Mendes     | California Poly-State    |
| 3.  | Charles Griffin | Hofstra                  |
| 4.  | Nathan Morgan   | Oklahoma State           |
| 5.  | Nick Gallick    | Iowa State               |
| 6.  | Matt Kyler      | Army                     |
| 7.  | Manny Rivera    | Minnesota                |
| 8.  | Cody Cleveland  | Tennessee at Chattanooga |

#### 149 lb
| Lp. | Zawodnik         | Szkoła               |
| --- | ---------------- | -------------------- |
| 1.  | Brent Metcalf    | Iowa                 |
| 2.  | Bubba Jenkins    | Penn State           |
| 3.  | Jordan Burroughs | Nebraska             |
| 4.  | Josh Churella    | Michigan             |
| 5.  | Darrion Caldwell | North Carolina State |
| 6.  | J.P. O’Connor    | Harvard              |
| 7.  | Dustin Schlatter | Minnesota            |
| 8.  | Lance Palmer     | Ohio State           |

#### 157 lb
| Lp. | Zawodnik         | Szkoła     |
| --- | ---------------- | ---------- |
| 1.  | Jordan Leen      | Cornell    |
| 2.  | Michael Poeta    | Illinois   |
| 3.  | Dan Vallimont    | Penn State |
| 4.  | Brandon Becker   | Indiana    |
| 5.  | Gregor Gillespie | Edinboro   |
| 6.  | Josh Zupancic    | Stanford   |
| 7.  | Cyler Sanderson  | Iowa State |
| 8.  | Matt Moley       | Bloomsburg |

#### 165 lb
| Lp. | Zawodnik         | Szkoła        |
| --- | ---------------- | ------------- |
| 1.  | Mark Perry       | Iowa          |
| 2.  | Eric Tannenbaum  | Michigan      |
| 3.  | Nicholas Marable | Missouri      |
| 4.  | Mack Lewnes      | Cornell       |
| 5.  | Moza Fay         | Northern Iowa |
| 6.  | Michael Cannon   | American      |
| 7.  | Jonathan Reader  | Iowa State    |
| 8.  | Stephen Dwyer    | Nebraska      |

#### 174 lb
| Lp. | Zawodnik         | Szkoła           |
| --- | ---------------- | ---------------- |
| 1.  | Keith Gavin      | Pittsburgh       |
| 2.  | Steve Luke       | Michigan         |
| 3.  | Jay Borschel     | Iowa             |
| 4.  | Brandon Browne   | Nebraska         |
| 5.  | Brandon Sinnott  | Central Michigan |
| 6.  | Steve Anceravage | Cornell          |
| 7.  | Matt Stolpinski  | Navy             |
| 8.  | Alton Lucas      | Hofstra          |

#### 184 lb
| Lp. | Zawodnik          | Szkoła           |
| --- | ----------------- | ---------------- |
| 1.  | Mike Pucillo      | Ohio State       |
| 2.  | Jake Varner       | Iowa State       |
| 3.  | Tyrel Todd        | Michigan         |
| 4.  | Christian Sinnott | Central Michigan |
| 5.  | Raymond Jordan    | Missouri         |
| 6.  | Phil Keddy        | Iowa             |
| 7.  | Jack Jensen       | Oklahoma State   |
| 8.  | Kirk Smith        | Boise State      |

#### 197 lb
| Lp. | Zawodnik        | Szkoła           |
| --- | --------------- | ---------------- |
| 1.  | Phil Davis      | Penn State       |
| 2.  | Wynn Michalak   | Central Michigan |
| 3.  | Hudson Taylor   | Maryland         |
| 4.  | Craig Brester   | Nebraska         |
| 5.  | Josh Gleen      | American         |
| 6.  | Dallas Herbst   | Wisconsin        |
| 7.  | Max Askern      | Missouri         |
| 8.  | David Bertolino | Iowa State       |

#### 285 lb
| Lp. | Zawodnik        | Szkoła           |
| --- | --------------- | ---------------- |
| 1.  | Dustin Fox      | Northwestern     |
| 2.  | James Bergman   | Ohio State       |
| 3.  | Ed Prendergast  | Navy             |
| 4.  | Jared Rosholt   | Oklahoma State   |
| 5.  | Matt Fields     | Iowa             |
| 6.  | David Zabriskie | Iowa State       |
| 7.  | Bubba Gritter   | Central Michigan |
| 8.  | Kyle Massey     | Wisconsin        |